# Bronko Nagurski
Bronislau Bronko Nagurski (3 de noviembre de 1908-7 de enero de 1990) fue un jugador canadiense de fútbol americano de ascendencia polaco-ucraniana.  También fue un famoso luchador profesional, siendo uno de los primeros jugadores de fútbol americano que tuvo éxito como luchador, logrando ser campeón de peso completo en múltiples ocasiones.
Bronko tiene el récord por el anillo de campeonato más grande de la NFL con 86 mm., de circunferencia interna.
Su hijo, Bronko Nagurski Jr., jugaría fútbol americano con los Notre Dame Fighting Irish y se convertiría en una estrella con los Hamilton Tiger-Cats de la Canadian Football League.

## Juventud y carrera universitaria
Nagurski nació en Rainy River, Ontario, Canadá, y su familia se mudó a International Falls, Minnesota cuando aún era un niño. Sus padres, Mike y Emelia Nagurski, eran inmigrantes, ucranianos étnicos de la Ucrania polaca (Galicia). Nagurski fue destacado en el equipo de fútbol americano de los Minnesota Golden Gophers de la Universidad de Minnesota, donde jugó como fullback en el equipo ofensivo y como tackle defensivo de 1927 a 1929, llegando a ser considerado como All-American en las dos posiciones. 
De acuerdo a la leyenda, Nagurski fue descubierto por el entrenador en jefe de la Universidad de Minnesota, Clarence Fats Spears, quien se había perdido y se puso a pedir indicaciones para llegar al pueblo más cercano. Nagurski (quien estaba arando un campo de cultivos sin usar un caballo) levantó el arado y lo usó para apuntar en la dirección del pueblo. Se le dio una beca escolar completa.
Tal vez su mejor partido universitario fue en contra de la Universidad de Wisconsin en 1928. Recuperó un fumble en lo profundo de su propio territorio y después corrió con el balón en seis ocasiones consecutivas para anotar el touchdown para tomar la ventaja en el partido. Más tarde en el mismo juego, interceptó un pase para asegurar la victoria, todo esto usando un corsé para protegerse una vértebra astillada. Durante su estadía con los Gophers, el equipo tuvo una marca de 18-4-2 y ganó el campeonato de la Big Ten Conference en 1927. 
Sports Illustrated nombró a Nagurski como uno de los tres atletas más grandes en la historia del estado de Minnesota (los otros dos fueron Dave Winfield y  McHale). En 1993, La Football Writers Association of America creó el Trofeo Bronko Nagurski, entregado de manera anual al mejor jugador defensivo a nivel universitario. Algunos ganadores notables de ese premio han sido Warren Sapp, Charles Woodson, Champ Bailey y Derrick Johnson. En 1999 Nagurski fue seleccionado por Sports Illustrated como defensive tackle titular para su Equipo del Siglo de Fútbol Americano de la NCAA. El otro defensive tackle titular en ese equipo fue Rich Glover. En 2007, Nagurski fue ubicado como el 17º de los 25 Mejores Jugadores en la Historia del Fútbol Americano Universitario de ESPN.

## Carrera profesional
Nagurski jugó de manera profesional para los Chicago Bears de 1930 a 1937. Con su peso y estatura (1.88 m, y 107 kg), hubiera sido una presencia formidable en cualquier era de la NFL, y en su época era una fuerza dominante en la liga, ayudando a los Bears a ganar varios títulos de división y dos Campeonatos de la NFL.
Probablemente fue el running back más grande en su tiempo (en cuanto a tamaño), ya que era más grande que muchos linieros de esa época, y es considerado como un antecesor de los fullbacks de gran tamaño como Marion Motley, John Henry Johnson, Jim Brown, Larry Csonka y John Riggins, ya que era usual verlo arrastrando a varios tackleadores al mismo tiempo. En esa era de la NFL donde se esperaba que los jugadores jugaran en ambos lados del campo de juego, también fue un liniero defensivo muy destacado.  En vez de sentarse en la banca después de sufrir una lesión, normalmente era colocado como offensive tackle, siendo hasta 2009 el único jugador en la historia de la NFL en ser nombrado como All-Pro en tres diferentes posiciones. 
Una historia legendaria (es casi seguro que sea apócrifa), acerca de Nagurski es un acarreo de touchdown que hizo contra los Washington Redskins en el que derribó a dos linebackers en direcciones opuestas, pisó a un defensive back y aplastó a un safety, entonces pasó los goalposts y se estrelló contra uno de los muros de ladrillo del Wrigley Field de Chicago. Al regresar con sus compañeros de equipo para intentar el punto extra, se dice que mencionó lo siguiente: "ese último tipo sí me pegó muy fuerte."
Durante su carrera en el fútbol profesional también fue un luchador profesional, convirtiéndose en Campeón de Peso Completo en tres ocasiones.
Durante la Segunda Guerra Mundial, los equipos de fútbol profesional estaban cortos de jugadores y en 1943 Bronko Nagurski regresó para jugar un año con los Bears, anotando un touchdown en la victoria del campeonato de los Bears en contra de los Washington Redskins. Fue el entrenador de los jugadores del backfield para UCLA en 1944 y finalmente regresó al mundo de la lucha libre hasta su retiro en 1960. 
Después de su retiro profesional, regresó a International Falls y abrió una estación de servicio.  Se retiró de su negocio en 1978, a los 70 años de edad. Vivió tranquilamente a las orillas del Rainy Lake en la frontera canadiense.
Murió en International Falls y está sepultado ahí.

## Legado
Nagurski fue seleccionado al Salón de la Fama del Fútbol Americano Universitario en 1951 y al Salón de la Fama del Fútbol Americano Profesional como miembro inaugural el 7 de septiembre de 1963. 
En 1995, Nagurski fue honrado cuando la Football Writers Association of America votó para que su nombre fuera el del premio al mejor jugador defensivo universitario (Trofeo Bronko Nagurski).

## Campeonatos y otros logros
National Wrestling Association
- NWA/NBA World Heavyweight Championship (World Heavyweight Championship (2 veces)

NWA Minneapolis Wrestling and Boxing Club
- NWA World Tag Team Championship (Minneapolis version) (1 vez) - con Verne Gagne

NWA San Francisco
- NWA Pacific Coast Heavyweight Championship (San Francisco version) (2 veces)

Otros títulos
- Los Ángeles World Heavyweight Championship (1 vez)
- World Heavyweight Championship (1 vez)
- Minneapolis World Heavyweight Championship (2 veces)

- Wrestling Observer Newsletter awards

- Wrestling Observer Newsletter Hall of Fame (Clase de 1996)